# 櫻井梨子
櫻井 梨子（さくらい りこ、2003年11月26日 - ）は、北海道余市町出身のスキージャンプ選手。血液型はAB型。

## プロフィール
余市紅志高校を経て2022年あいおいニッセイ同和損保入社。。父は、リレハンメル五輪代表の櫻井仁。
2021年の第92回宮様スキー大会ノーマルヒルで高校生2年生ながら優勝。父の仁は1994年に宮様大会ラージとノーマルの2冠を果たしているので、親子2代で宮様大会を制したことになる。

## 主な競技成績
国内大会
- 第18回名寄サンピラー国体記念サマージャンプ大会女子組優勝
- 第92回宮様スキー国際競技大会スキージャンプノーマルヒル優勝